# IP Multimedia Subsystem
IP Multimedia Subsystem (IMS) je v telekomunikačních sítích standardizované architektonické řešení pro poskytování multimediálních služeb (ke kterým jsou řazeny telefonní hovory, konferenční hovory, libovolné přenosy zvuku a videa včetně streamingu, dále chaty a instant messaging – textová interaktivní komunikace, včetně přenosu informací o stavu účastníka, hraní real-timových her apod.) v moderních telefonních sítích používajících pouze protokol IP a technologii přepojování paketů (tj. sítě LTE a novější – 4G, případně 5G). Cílem je také dosažení propojitelnosti se staršími sítěmi, které pro přenos telefonních hovorů používají technologii přepojování paketů – sítěmi 3G (UMTS), 2G (např. GSM), i s tradiční veřejnou telefonní sítí.
Zatímco starší GSM/UMTS sítě druhé a třetí generace používají pro přenos telefonních hovorů technologii přepojování okruhů, pro přenos dat technologii přepojování paketů a pro signalizaci Signalizační systém č. 7, nově zaváděné sítě LTE jsou založené na protokolu IP, pro veškerou komunikaci používají technologii přepojování paketů a pro signalizaci protokol SIP.
Telefonní operátoři si od nasazení IMS slibují, že odvrátí současný trend, kdy stále více poskytují holé přenosové služby bez vyšší přidané hodnoty, stejně jako lepší možnost pružně inovovat a zavádět nové služby.

## Definice IMS
Podle 3GPP TS 23.002 IP Multimedia subsystem (IMS) obsahuje všechny prvky jádra sítě pro poskytování IP multimediálních služeb, které zahrnujících audio, video, text, chat atd. a jejich kombinace přenášené přes doménu přepojování paketů. Entity patřící k IMS jsou CSCF, MGCF, MRF, atd. definované v dokumentu TS 23.228 – IM subsystém, fáze 2. Příklady služeb IMS jsou uvedeny v dokumentu TS 22.228.

## Začlenění IMS do telefonních sítí

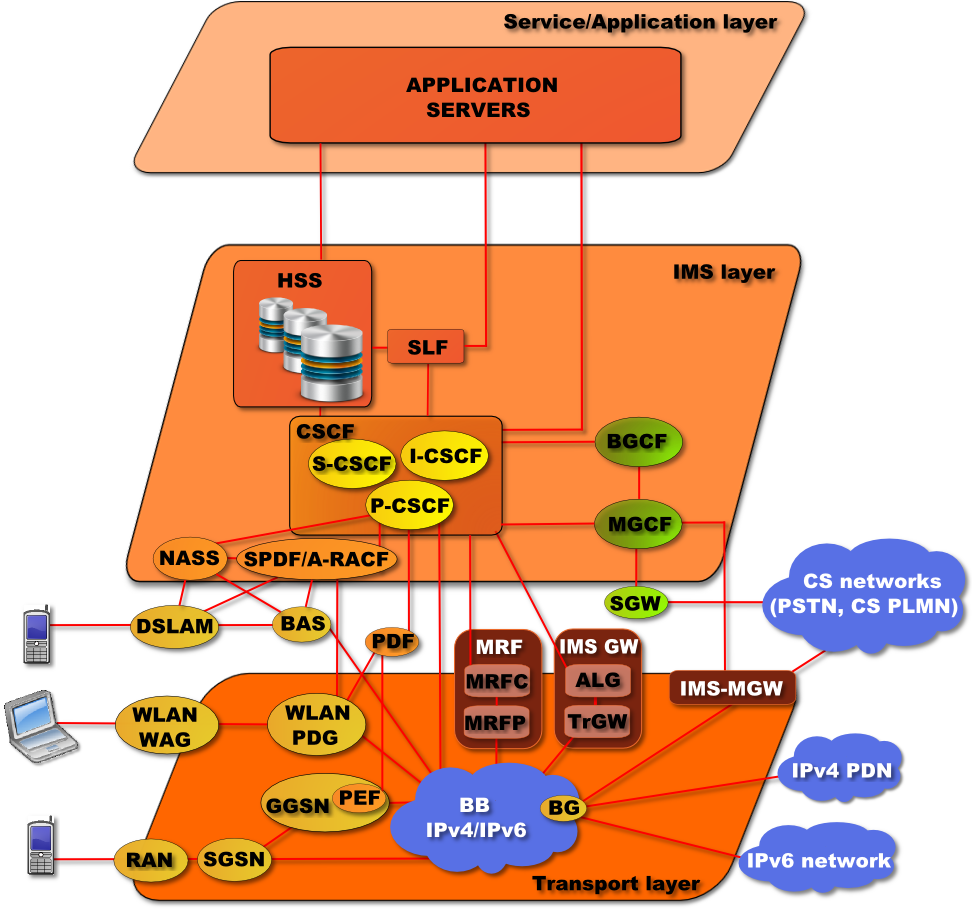
3GPP / TISPAN IMS architektura [(c) ngnlab.eu]

IMS je do mobilních telefonních sítě začleněno jako nová vrstva obsahující všechny prvky, které slouží k poskytování multimediálních služeb pomocí domény přepojování paketů.
Jádro současných telefonních sítí lze rozdělit na dvě části:
- okruhově spínaná doména (CS) – používá technologii přepojování okruhů především pro přenos telefonních hovorů; přenos dat CS doménou je drahý (účtuje se jako jeden nebo více telefonních hovorů) a neefektivní (okruhy jsou vyhrazeny po celou dobu spojení, i když nejsou přenášena žádná data), proto se používá minimálně
- paketově spínaná doména (PS) – používá technologii přepojování paketů pro přenos dat, především pro přístup k Internetu včetně služby WWW.

Cílem IMS je umožnit přenos telefonních hovorů (a multimediální komunikace obecně) PS doménou.
IMS předpokládá, že současné mobilní i pevné telefonní sítě se vyvinou v Next Generation Networks (NGN), jejichž jádro nebude používat stávající signalizační systém č. 7, ale protokoly využívající IP, pro signalizaci protokol SIP (Session Initiation Protocol). Pro přístup k síti se budou používat mobilní terminály, které budou kromě současných i nastupujících přístupových technologií (GSM, GPRS, UMTS, CDMA2000) moci používat i drátové telefonní linky (xDSL) a bezdrátové sítě (Wi-Fi, WiMAX).
Tím by se mělo postupně dojít k fixně-mobilní konvergenci i ke konvergenci mobilních a datových sítí.
IMS integruje a podporuje stávající systémy telefonie (jak s přepojováním paketů tak s přepojováním okruhů).
IMS je součástí rozsáhlé hazardní hry 3. generace, živené mobilními operátory usilujícími o získání kontroly nad rozsáhlým novým internetovým médiem a jeho zpeněžení. Nabízí robustní infrastrukturu pro vývoj a nasazení různých síťových služeb a dat ze společné sítě s přístupem z různých přístupových sítí. Vývoj a výzkum, který se uskutečňuje v této oblasti usiluje učinit IMS normou pro vysokorychlostní přístup k sítím..

## Struktura IMS

### Přístupová síť
IMS bývá označováno jako access-agnostic, což znamená, že nebízené služby by neměly být ovlivněny způsobem přístupu k síti.
Uživatel se může k IMS připojovat různými způsoby, z nichž většina používá protokol IP. IMS terminály (např. mobilní telefony, osobní digitální pomocníky (PDA) a počítače) se mohou registrovat přímo na IMS, i když roamují v jiné síti, nebo zemi (navštívená síť). Jediným požadavkem je, aby mohly používat IP a spustit uživatelský agent SIP. IMS přímo podporuje následující metody přístupu:
- pevné připojení (např. Digital Subscriber Line (DSL), kabelové modemy , Ethernet)
- mobilní přístup (např. W-CDMA, CDMA2000, GSM, GPRS)
- bezdrátový přístup (např. WLAN, WiMAX)

Ostatní telefonní systémy, jako tradiční analogový telefonní systém (POTS), H.323 a IMS nekompatibilní VoIP systémy, jsou podporovány prostřednictvím bran.

### Jádro sítě

#### HSS - Home Subscriber Server
Domovský účastnický server (HSS), neboli User Profile Server (UPSF), je hlavní uživatelská databáze, která slouží entitám IMS sítě, které skutečně realizují volání. Obsahuje informace o účastníkovi (účastnické profily), provádí ověřování a autorizaci účastníků, poskytuje informace o umístění účastníka a informace o parametrech IP protokolu. Funguje podobně jako domovský registr (Home Location Register HLR) a Autentizační centrum (Authentication Centre AuC) v GSM síti.
Pokud se používá více HSS, je nutné používat entitu User Location Function (ULF).

#### CSCF - Call Session Control Function
Funkci SIP serverů a proxy, které slouží pro zpracování signalizačních zpráv protokolu SIP, plní v IMS entity nazývané Call Session Control Function (CSCF). CSCF mají několik funkcí:
- Proxy CSCF (P-CSCF) je prvním kontaktním místem pro IMS terminál
- Serving CSCF (S-CSCF) provádí SIP registraci
- Interrogating CSCF (I-CSCF) slouží pro dotazy prvků vně sítě

## Historie
IMS bylo v roce 1999 definováno průmyslovým fórem 3G.IP. Ve verzi 5 GSM (3. Generation Partnership Project – 3GPP), bylo vydáno jako součást práce v oblasti norem pro mobilní telefony systémů 3G v UMTS sítích. Byla přidána podpora protokolu SIP, ale podpora pro starší GSM a GPRS sítě zůstala zachována.
Sdružení 3GPP2, které se zabývá vývojem standardů pro CDMA2000, vytvořilo Multimediální Doménu (MMD) pro CDMA2000.
3GPP Release 6 přidává přístup z WLAN, interoperabilitu mezi IMS pomocí různých připojených IP sítí, skupinové směrování identity, vícenásobné registrace a větvení, přítomnost rozpoznávání řeči a Push to talk.
3GPP Release 7 – přidává podporu pro pevné sítě.
3GPP Release 8 – pridává podporu pro Long Term Evolution (LTE), System Architecture Evolution (SAE), multimediální kontinuitu spojení, rozšířené pohotovostní spojení a centralizované služby IMS.
3GPP release 9 – přidává podporu pro nouzová volání pomocí IMS přes GPRS a EPS, vylepšení multimediální telefonie, bezpečnost IMS media plane, vylepšení pro centralizaci služeb a kontinuitu.
3GPP release 10 – přidává podporu pro přenosy mezi zařízeními, vylepšení pro single radio voice call continuity (SRVCC), vylepšení pro IMS nouzové relace.
3GPP release 11 – přidává podporu pro simulaci služeb Unstructured Supplementary Service Data (USSD), informace o umístění účastníka poskytované sítí (network-provided location information for IMS), odesílání a doručování SMS v IMS bez použití telefonního čísla (MSISDN) a řízení přetížení.